# Sye (fiume)
La Sye è un corso d'acqua del dipartimento della Drôme nella regione Alvernia-Rodano-Alpi, e un affluente alla riva destra della Drôme, dunque un subaffluente del Rodano.

## Geografia
La lunghezza di questo corso d'acqua è di 12,5 km.
La Sye ha la sua sorgente nel territorio comunale di Gigors-et-Lozeron, nella località detta "la Doure",  661 metri s.l.m.
Essa scorre globalmente da nord verso sud.
Confluisce alla riva destra della Drôme, nel comune di Aouste-sur-Sye, a  192 metri d'altitudine.

### Comuni e cantoni attraversati
Nel solo dipartimento della Drôme, la Sye attraversa i tre comuni seguenti (da monte verso valle), di Gigors-et-Lozeron (sorgente), Cobonne e Aouste-sur-Sye (confluenza).
In termini di cantoni, la Sye nasce nel cantone di Crest, nell'arrondissement di Die.

### Toponimo
La Sye ha dato il suo idronimo al comune di Aouste-sur-Sye.

### Bacino idrografico
La Sye attraversa una sola zona idrografica «La Drôme de la Gervanne au Rhône».

## Affluenti
La Sye ha un solo troncone affluente ufficialmente riconosciuto il torrente di Corneret  (2,5 km) sui due comuni di Cobonne (sorgente e confluenza) e Aouste-sur-Sye.
Géoportail segnala altri affluenti, sia alla riva destra che a quella sinistra. 

### Rango di Strahler
Il rango di Strahler della Sye è di 2, a causa del torrente di Corneret.

## Idrologia
Il suo regime idrologico è detto pluviale meridionale.